# Magic and Medicine
Magic and Medicine är det brittiska rockbandet The Corals andra album. Albumet släpptes den 9 september 2003 och blev etta på den brittiska albumlistan.

## Låtlista
1. "In the Forest" (Nick Power, James Skelly) - 2:39
2. "Don't Think You're the First" (Skelly) - 4:03
3. "Liezah" (Power, Skelly) - 3:31
4. "Talkin' Gypsy Market Blues" (Skelly) - 3:07
5. "Secret Kiss" (Skelly) - 2:56
6. "Milkwood Blues" (Skelly) - 3:54
7. "Bill McCai" (Skelly) - 2:37
8. "Eskimo Lament" (Power) - 2:30
9. "Careless Hands" (Bill Ryder-Jones, Skelly) - 4:14
10. "Pass It On" (Skelly) - 2:19
11. "All of Our Love" (Power, Skelly) - 3:06
12. "Confessions of A.D.D.D." (Skelly) - 6:20